# Kaliman Asen II av Bulgarien
Kaliman Asen II av Bulgarien, död 1256, var Bulgariens regent från 1256 till 1256.